# Wimbledon 2014 – čtyřhra vozíčkářů
Obhájcem titulu soutěže čtyřhry vozíčkářů na londýnském grandslamu ve Wimbledonu 2014 byl francouzsko-japonský nejvýše nasazený pár Stéphane Houdet a Šingo Kunieda. Jeho členové turnajovou trofej úspěšně obhájili, když ve finále porazili zástupce nizozemského tenisu Maikela Schefferse s Ronaldem Vinkem, a to po třísetovém průběhu 5–7, 6–0 a 6–3.
Pro 43letého Houdeta se jednalo o třetí deblovou trofej z Wimbledonu, když turnaj opanoval již v letech 2009 a 2013, a celkově dvanáctý grandslamový triumf z této soutěže. 30letý Kunieda získal v All England Clubu také třetí titul, po ročnících 2006 a 2013, a celkově šestnáctý deblový vavřín na Grand Slamu.
Do žebříčku okruhu NEC Tour si každý z vítězů připsal 800 bodů a dvojice si rozdělila prémii 12 000 liber.

## Nasazení párů
1. Stéphane Houdet /  Šingo Kunieda (vítězové)
2. Maikel Scheffers /  Ronald Vink (finále)

## Pavouk
| Legenda                                                       |                                                                        |                                                   |
| - Q – kvalifikant - WC – divoká karta - LL – šťastný poražený | - Alt – náhradník - SE – zvláštní výjimka - PR/SR – žebříčková ochrana | - w/o – bez boje - r – skreč - d – diskvalifikace |

|  | Semifinále | Semifinále                    | Semifinále                   | Semifinále | Semifinále |   |                                  | Finále                   | Finále                           | Finále              | Finále              | Finále              |
|  |            |                               |                              |            |            |   |                                  |                          |                                  |                     |                     |                     |
|  | 1          | Stéphane Houdet Šingo Kunieda | 1                            | 6          | 6          |   |                                  |                          |                                  |                     |                     |                     |
|  |            | Tom Egberink Gordon Reid      | 6                            | 4          | 2          |   |                                  |                          |                                  |                     |                     |                     |
|  |            | Tom Egberink Gordon Reid      | 6                            | 4          | 2          | 1 | Stéphane Houdet Šingo Kunieda    | 5                        | 6                                | 6                   |                     |                     |
|  |            |                               |                              |            |            | 1 | Stéphane Houdet Šingo Kunieda    | 5                        | 6                                | 6                   |                     |                     |
|  |            | 2                             | Maikel Scheffers Ronald Vink | 7          | 0          | 3 |                                  |                          |                                  |                     |                     |                     |
|  |            | 2                             | Maikel Scheffers Ronald Vink | 7          | 0          | 3 | Frédéric Cattaneo Joachim Gérard | 3                        | 62                               |                     |                     |                     |
|  |            |                               |                              |            |            |   | Frédéric Cattaneo Joachim Gérard | 3                        | 62                               |                     |                     |                     |
|  | 2          | Maikel Scheffers Ronald Vink  | 6                            | 7          |            |   |                                  | Zápas o třetí místo      | Zápas o třetí místo              | Zápas o třetí místo | Zápas o třetí místo | Zápas o třetí místo |
|  |            |                               |                              |            |            |   |                                  | Tom Egberink Gordon Reid | 6                                | 6                   |                     |                     |
|  |            |                               |                              |            |            |   |                                  |                          | Frédéric Cattaneo Joachim Gérard | 2                   | 4                   |                     |